# Gymnogyps kofordi
A Gymnogyps kofordi a madarak (Aves) osztályának újvilági keselyűalakúak (Cathartiformes) rendjébe, ezen belül az újvilági keselyűfélék (Cathartidae) családjába tartozó fosszilis faj.

## Tudnivalók
A Gymnogyps kofordi az Amerikai Egyesült Államokbeli Florida területén élt, a kora és középső pleisztocén korszakok idején. Körülbelül 1,8 millió és 300 ezer évvel ezelőtt.
Az irvingtoni-állatvilág dögevője, talán ragadozója is volt. A típuspéldányt, melynek raktárszáma UF 63512 és egy töredékes jobb felőli tarsometatarsusból áll, a floridai Leisey Shell Pit 1A lelőhelyen találták meg; ez a Bermont-formációhoz tartozik.